# Image Professionals
Image Professionals ist ein international tätiges Medienunternehmen, das verschiedene internationale Spezial-Bildagenturen zu den Themen Food, Wohnen, Beauty, Wissenschaft, Medizin & Gesundheit, Garten und Reise sowie Services für professionelle Bildnutzer unter einem Dach vereint. Firmensitz des Unternehmens ist München.

## Geschichte
Image Professionals wurde 1979 als Food-Bildagentur unter dem Namen StockFood von dem Fotografen Pete A. Eising in München gegründet, der die Agentur bis 2016 als CEO leitete. Im Juni 2016 wurde die StockFood GmbH zu 100 % ein Tochterunternehmen von Hubert Burda Media.
Nachdem im Laufe der Jahre neben der Bildagentur StockFood weitere Spezialagenturen und professionelle Services hinzugekommen waren, wurde die StockFood GmbH zum 1. September 2019 in Professionals GmbH umbenannt.
Das Angebot der Bildagentur umfasste zu Beginn ausschließlich lizenzpflichtige Bilder. 2002 wurde die Kollektion um lizenzfreie Bilder (Royalty free). erweitert, 2008 kamen Videos hinzu und 2011 schließlich komplette Features, d. h. redaktionelle Artikel inklusive Bilder und Text.
Neben seinem Hauptsitz in München besaß das Unternehmen langjährig auch Tochterunternehmen in den USA und Großbritannien. Die 1995 gegründete US-Tochter StockFood America, Inc. wurde Ende 2020 an einen Distributionspartner verkauft, der zukünftig den US-Markt betreuen wird. Die 2007 gegründete UK-Tochter StockFood Ltd. wurde Mitte 2021 geschlossen und die Betreuung des UK-Marktes durch die Image Professionals GmbH selbst übernommen.

## Unternehmensbereiche
Image Professionals ist überwiegend im B2B-Bereich tätig. Zu den weltweiten Kunden zählen Redaktionen, Verlage, Werbeagenturen, Industrie-, Handels- und Dienstleistungsunternehmen. Die verschiedenen Bildagenturen repräsentieren die Arbeiten von rund 2.000 professionellen Fotografen und Produzenten weltweit. 
Zu den Spezial-Bildagenturen von Image Professionals zählen im Einzelnen:
- StockFood – Die Food-Bildagentur
- living4media – Die Agentur für Wohnen & Leben
- PhotoCuisine – Creative Cooking with the French Touch
- Science Photo Library – Die Spezialagentur für Medizin & Wissenschaft
- seasons.agency – The Beauty of Photography
- Friedrich Strauss – Die Gartenbild-Agentur
- lookphotos  – Die Agentur für Reise, Outdoor & Natur
- House of Pictures – The Premium Home & Living Agency

Die Services für professionelle Bildnutzer und Urheber umfassen:
- StockFood Studios – Maßgeschneiderte Foto- und Videoproduktionen
- Profirezepte – Rezeptredaktion aus einer Hand
- Bildredaktionsservice – Redaktionelle Dienstleistungen rund ums Bild
- Rights Control – Professionelle Nachverfolgung von Urheberrechtsverletzungen

## Mitarbeiter
An seinem Firmensitz in München beschäftigt das Unternehmen rund 60 Mitarbeiter. Es ist unter anderem sehr aktiv im Bereich der betrieblichen Ausbildung. Rund 10 % der Mitarbeiter sind Auszubildende. Zu den angebotenen Ausbildungsberufen zählen Kaufmann/-frau für Büromanagement, Kaufmann/-frau für Marketingkommunikation, Fachinformatiker für Anwendungsentwicklung und Fachinformatiker für Systemintegration.

## Mitgliedschaften in Verbänden
Image Professionals ist Mitglied in den folgenden nationalen und internationalen Verbänden:
- BVPA – Bundesverband professioneller Bildanbieter[3]
- CEPIC – Centre of the Picture Industry
- BAPLA – British Association of Picture Libraries and Agencies[4]
- DMLA – Digital Media Licensing Association[5]

## Bildagenturen
- StockFood – Bereits seit 1979 ist die Bildagenturspezialisiert auf die Themen Essen & Trinken und Genießen und gehört zu den weltweit führenden Anbietern in diesem Fachgebiet. Die Kollektion umfasst rund 1 Million Bilder, Fotostrecken und Videos internationaler Food-Fotografen und Food-Blogger. Zusätzlich sind zu allen Bildern professionelle Rezepttexte in bis zu 10 Sprachen erhältlich. ist spezialisiert auf den Bereich Essen & Trinken und Genießen.

- living4media – Die 2011 gegründete Bildagentur ist spezialisiert auf die Themen Interior Design, Wohnen und Leben und bietet ein breites Portfolio an Bildern und Fotostrecken internationaler Interior-Fotografen und Agenturen. Neben Einzelbildern umfasst das Angebot auch eine Vielzahl an Features – Bildstrecken mit bis zu 100 Einzelbildern inklusive redaktionellem Text.

- seasons.agency – The Beauty of photography: 2014 aus der Syndication des Jahreszeiten Verlag aus Hamburg hervorgegangen, umfasst die seasons-Kollektion Bilder zu den Themen Beauty, Cover, Food, Home und Travel. Neben ausgewählten Fotografen repräsentiert die Agentur auch Lifestyle-Produktionen ausführenden europäischen Verlagen, die exklusiv lizenziert werden können.

- PhotoCuisine – ist eine französische Bildagentur im Bereich der Food-Fotografie. Im Jahr 2000 in Paris gegründet vertritt die Agentur heute eine Vielzahl führender französischer Food-Fotografen. Seit 2015 hat StockFood die weltweite Distribution von PhotoCuisine außerhalb Frankreichs übernommen.

- Science Photo Library – Gegründet 1981 in London ist Science Photo Library heute eine der führenden Bildagenturen im Bereich Medizin und Wissenschaft und bietet eine breit gefächerte Kollektion wissenschaftlich verschlagworteter, teils hochspezialisierte Bilder, Illustrationen und Videos. Seit 2016 hat die Image Professionals GmbH die Distribution von Science Photo Library in Deutschland übernommen.

- Friedrich Strauss – ist eine deutsche Gartenbildagentur. Schwerpunkt der rund 150.000 Bilder umfassenden Kollektion sind die Fotoproduktionen des Garten- und Pflanzenfotografen Friedrich Strauss, ergänzt durch die Arbeiten vieler weiterer professioneller Gartenfotografen.

- lookphotos – Die Agentur für Reise, Outdoor & Natur wurde 1989 in München von einer Gruppe professioneller Reise- und Sportfotografen gegründet und ist heute eine der führenden deutschen Reisebildagenturen. Seit 2019 hat Image Professionals den Vertrieb der Marke übernommen. Schwerpunkt der rund 700.000 Bilder umfassenden Kollektion sind regionale Themen aus Deutschland, Österreich und der Schweiz, sowie Reisefotos aus aller Welt.

- House of Pictures – The Premium Home & Living Agency: Die Spezial-Bildagentur House of Pictures wurde im Jahr 2000 in Dänemark gegründet und ist ein führender Anbieter von Features in den Bereichen Interior und Lifestyle. Ihr Portfolio umfasst die Arbeiten von rund 250 überwiegend skandinavischen Interior-Fotografen, Autoren und Stylisten. Seit Oktober 2019 hat Image Professionals den weltweiten Vertrieb der Kollektion übernommen.

## Professionelle Services
- StockFood Studios – Die Agentur für maßgefertigte Foto- und Videoproduktionen. Mit einem Netzwerk von mehr als 1.000 Food-Fotografen in 55 Ländern, erstellt StockFood Studios individuelle Bilder, Videos und Rezepte nach Wunsch.
- Profirezepte – Als Rezeptredaktion mit einem Team erfahrener Rezeptautoren entwickelt und verfasst Profirezepte professionelle Rezepte nach ernährungswissenschaftlichen Gesichtspunkten – von einzelnen Rezepten bis hin zu kompletten Rezeptdatenbanken.
- Bildredaktionsservice – Redaktionelle Dienstleistungen rund ums Bild von der Erstellung individueller Bildauswahlen für Publikationen über die Übernahme der gesamten Bildredaktion bis hin zur Erstellung kompletter Seiten inklusive Text.
- Rights Control – Professionelle Rechteverfolgung zum Schutz von Urheberrechtsverletzungen für Inhaber von Bildrechten wie Fotografen, Bildagenturen und Verlage